# Goethe-Institut

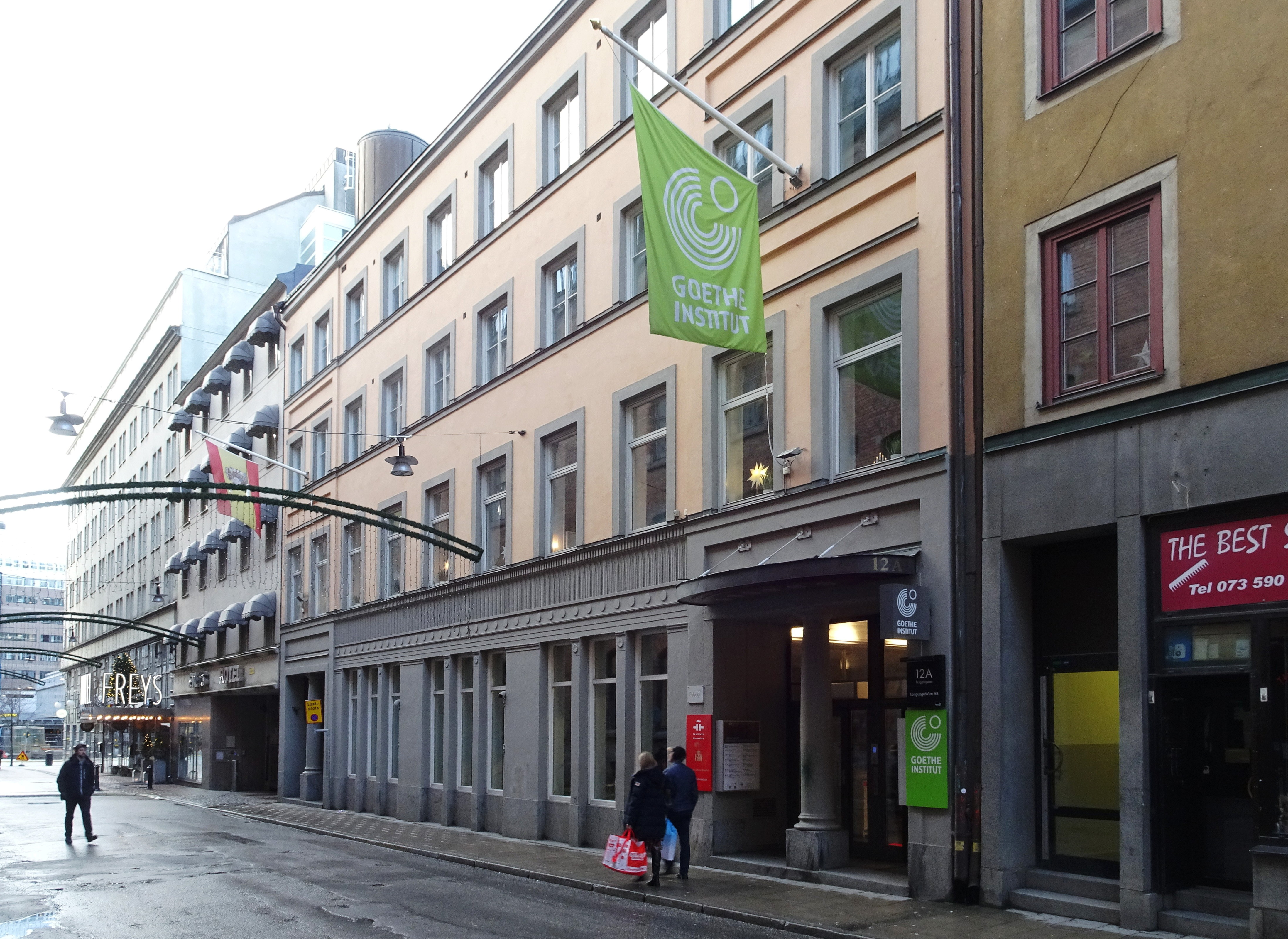
Goethe-Institut i Stockholm.

Goethe-Institut, benämnt efter diktaren Johann Wolfgang von Goethe, är Tysklands officiella kulturinstitut. Det finns representerat i 89 av världens länder. Goethe-Institutens uppdrag är att sprida det tyska språket genom exempelvis språkkurser och lärarfortbildning och förmedla kännedom om den tyska kulturen framför allt genom internationellt kulturellt samarbete med de kulturella institutionerna i de länder där de finns.
I Sverige finns ett institut i Stockholm, beläget på Bryggargatan 12A, Norrmalm. Tidigare fanns filialer i Malmö och Göteborg. Filialen i Göteborg har nu flyttat in i Tyska skolan och finns inte längre med på den officiella listan, även om den fortfarande kallas så i skolans information.
I Finland finns ett institut i Helsingfors (Goethe-Institut Helsinki) och ett i Tammerfors (Goethe-Zentrum Tampere) och i Norge finns Goethe-Institutet i Oslo. I Danmark har Goethe-Institut sitt huvudkontor i Köpenhamn, och i Århus finns den anknutna föreningen Kulturgesellschaft in Aarhus/DK.